# Hydrotetrix fallax
Hydrotetrix fallax är en insektsart som beskrevs av Günther, K. 1974. Hydrotetrix fallax ingår i släktet Hydrotetrix och familjen torngräshoppor. Inga underarter finns listade i Catalogue of Life.